# Advisory Committee on Immunization Practices
Das Advisory Committee on Immunization Practices (englisch Beratender Ausschuss für Immunisierungsverfahren, ACIP) ist ein Ausschuss innerhalb der US-amerikanischen Centers for Disease Control and Prevention (CDC), den Zentren für Krankheitskontrolle und -prävention, einer Behörde des US-amerikanischen Gesundheitsministeriums. ACIP erteilt Ratschläge und Anleitungen zur wirksamen Bekämpfung von durch Impfstoffe vermeidbaren Krankheiten in der US-Zivilbevölkerung. Es entwickelt schriftliche Empfehlungen für die routinemäßige Verabreichung von Impfstoffen an Kinder und Erwachsene sowie Impfpläne hinsichtlich des angemessenen Zeitpunkts, der Dosierung und der Kontraindikationen von Impfstoffen. ACIP-Erklärungen sind offizielle Empfehlungen der US-Regierung für die Verwendung von Impfstoffen und Immunglobulinen in den USA und werden von den CDC veröffentlicht.
Das ACIP entspricht der deutschen Ständigen Impfkommission (STIKO) am Robert Koch-Institut.

## Mitglieder
Das ACIP besteht nominell aus fünfzehn ordentlichen Mitgliedern, von denen jedes Mitglied ein Experte in einem der folgenden Bereiche sein muss:
- Impfpraktiken und öffentliche Gesundheit
- Verwendung von Impfstoffen und anderen immunbiologischen Wirkstoffen in der klinischen Praxis oder in der Präventivmedizin
- klinische oder Laborimpfstoffforschung
- Bewertung der Wirksamkeit und Sicherheit des Impfstoffs
- Verbraucherperspektiven und / oder soziale und gemeinschaftliche Aspekte von Impfprogrammen; Mindestens ein Mitglied muss ein Experte in dieser Kategorie sein.

Voraussetzung für die Mitgliedschaft ist die Neutralität, demnach darf ein Mitglied kein Mitarbeiter eines Impfstoffherstellers sein oder mit einem solchen  zusammenarbeiten oder ein Patent für einen Impfstoff besitzen.
Darüber hinaus gehören dem ACIP von Amts wegen Mitglieder von Bundesbehörden an, die mit Impfstofffragen befasst sind, sowie nicht stimmberechtigte Abgesandte von medizinischen und professionellen Gesellschaften und Organisationen.
Vor seinem Ausscheiden aus dem Amt genehmigte Xavier Becerra, Gesundheitsminister in der Regierung Biden, im Januar 2025 die Ernennung von acht neuen Mitgliedern des Ausschusses, der für die Gestaltung der US-Impfpolitik zuständig ist. Die Entscheidung, vier neu geschaffene Positionen zu besetzen und vier Mitglieder zu ersetzen, deren Amtszeit im Juni endet, sollte die wissenschaftliche Integrität des Ausschusses sicherstellen. Anders als der von Präsident Trump nominierte Gesundheitsminister Robert F. Kennedy Jr., der sich skeptisch über Impfstoffe geäußert hat, galten die neu ernannten Mitglieder als starke Befürworter von Impfungen.
Im Juni 2025 entließ Gesundheitsminister Robert F. Kennedy Jr. alle 17 Mitglieder des Gremiums, obwohl er laut dem republikanischen Senator Bill Cassidy in der Bestätigunganhörung vor seiner Ernennung zugesagt hatte, das Gremium ohne Änderungen beizubehalten. Er begründete die Entlassungen mit angeblichen Interessenkonflikten und Korruption, für die er aber keine Beispiele nannte. Er benannte acht neue Mitglieder, von denen die Hälfte als Impfkritiker und Gegner von Corona-Maßnahmen bekannt sind, darunter Robert Malone. Eines der acht Mitglieder, Michael Ross, war an mehreren privaten Gesundheitsunternehmen beteiligt und trat nach einer Überprüfung seiner Finanzbeteiligungen zurück.

## Arbeitsgruppen
Die ACIP setzt Arbeitsgruppen ein, die ihr zuarbeiten, darunter drei ständige Arbeitsgruppen:
- Erstellung für die kombinierten Arbeitspläne für Impfungen von Kindern / Jugendlichen und Erwachsenen,
- Erstellung von allgemeinen Best Practices und
- Arbeitsgruppen für Influenza-Impfstoffe.

Weitere Arbeitsgruppen werden aufgabenorientiert bestimmt. Folgenden Arbeitsgruppen sind derzeit aktiv (Stand 16. Januar 2021):
- Cholera-Impfstoff
- COVID-19-Impfstoff
  - COVID-19 Vaccines Safety Technical Sub-Group (VaST) – Untergruppe für die Prüfung der Sicherheit von COVID-19 Impfstoffen
- Denguefieber-Impfstoff
- Ebola-Impfstoff
- Hepatitis-Impfstoffe
- Herpes-Zoster-Impfstoffe
- Orthopoxvirus-Impfstoffe
- Pneumokokken-Impfstoffe
- Tollwutimpfstoffe
- Impfstoff gegen durch Zecken übertragene Enzephalitiden

## COVID-19
Im Jahr 2020 erstellte das ACIP eine Empfehlung für die Priorisierung von COVID-19-Impfstoffen. Darin wurden in einer vorläufigen Version systemrelevante Arbeitnehmer gegenüber Personen ab 65 Jahren priorisiert. Kommentatoren kritisierten das Panel für seine Entscheidung, weil Überlegungen zur Rassengerechtigkeit gegen die Priorisierung älterer Menschen sprechen, obwohl sie zugaben, dass dies das meiste Leben von Menschen aller Rassen retten würde.

## Homepage
- Advisory Committee on Immunization Practices